# SMS Schleswig-Holstein
«Шлезвіг-Гольштейн» — лінійний корабель додредноутного типу побудований на верфі «Німеччина» в Кілі. Був закладений у серпні 1905 року, спущений на воду 17 грудня 1906 року і 6 липня 1908 року вступив у стрій. Брав участь в Ютландської битві 31 травня 1916 року. З 1917 року використовувався як брандвахта в Бремерхафені, з 1918 року — як плавуча казарма в Кілі. Пройшов модернізацію в 1926—1927 рр. і в 1935 році.

## Участь Другій світовій війні
25 серпня 1939 року в Гданську бухту з «дружнім візитом» увійшов німецький навчальний лінкор «Шлезвіг-Гольштейн». Офіційною причиною прибуття лінкора було 25-річчя загибелі тут одного з німецьких судів у Першій світовій війні. Насправді лінкор був плавучою батарею для атаки польського берегу. Озброєння «Шлезвига» включало в себе 4 гармати 280 мм, 10 гармат 150 мм і 4 гармати 88 мм. А на його борту знаходилася штурмова рота морських піхотинців (нім. Marinesturmkompanie) чисельністю 500 осіб. Оскільки первісна дата вторгнення в Польщу була встановлена 26 серпня, то вже на наступний день лінкор мав відкрити вогонь по Вестерплатте. Дату, однак, перенесли. Так що перебування «Шлезвига» трохи затяглося. На світанку 1 вересня лінкор просунувся в глиб портового каналу до т. зв. «Повороту П'яти свистків» у Нового Порта.
О 4:30 1 вересня німецький навчальний лінкор «Шлезвіг-Гольштейн» був приведений у стан бойової готовності одиночним пострілом з пістолета. А о 4:45 почав обстріл Вестерплатте. О 4:50 майор Сухарскі доповів про обстріл у штаб ВМС у Гдині. Німецький план передбачав масований артилерійський обстріл зі «Шлезвіг-Гольштейна», у ході якого опір і моральний дух польських солдатів будуть зламані. Після чого півострів атакують нечисленні німецькі підрозділи: батальйон СС Heimwehr, дві поліцейські роти і рота морських піхотинців. Однак, вже перші години показали, що захисники гарнізону добре підготувалися до оборони. Це стало неприємним відкриттям командира «Шлезвіг-Гольштейна» віце-адмірала Густава Кляйкампа.
Тільки 7 вересня німці вступили на територію гарнізону Вестерплатте. Підполковник Хенке доставив майора Сухарскі до генерала Фрідріху Еберхардт, де той, під об'єктивами німецьких фотокореспондентів і кінохронікерів підтвердив право колишнього командира Вестерплатте на носіння своєї офіцерської шаблі за героїчну оборону навіть будучи в полоні.
Це була перша військова акція в другій світовій війні. 18 грудня 1944 роки після бомбардування в гавані Готенхафена на кораблі спалахнула сильна пожежа. 21 березня 1945 року затоплений екіпажем на зовнішньому рейді Готенхафена. Тільки в 1952 році його підняли і перемістили на плато Neugrund, де він досить тривалу робочу час служив мішенню для практичних стрільб радянської авіації. У наш час останки лінкора є просто розкидані металеві фрагменти, за якими важко судити про його колишню велич.